# Zygfryd Wende
Zygfryd Wende (ur. 1 stycznia 1903 w Roździeniu, zm. 11–12 kwietnia 1940 w Kalininie) – przodownik Policji Województwa Śląskiego, bokser, ofiara zbrodni katyńskiej.

## Życiorys
Walczył w wadze lekkiej. Jako pierwszy Polak wystąpił na mistrzostwach Europy w Sztokholmie (1925). Przegrał tam pierwszą walkę.
Zdobył trzy tytuły mistrza Polski. W 1925 wygrał rywalizację w wadze lekkiej, po czym, zgodnie z ówczesnym regulaminem, wyzwał zwycięzcę wagi półśredniej (bezpośrednio wyższej) Jana Arskiego, którego pokonał wskutek dyskwalifikacji. W ten sposób został podwójnym mistrzem (jedyny taki przypadek w historii mistrzostw Polski w boksie). W 1927 ponownie został mistrzem Polski w wadze lekkiej. Był też dwa razy mistrzem okręgu wrocławskiego (1920-1921).
Walczył w barwach klubów Lechia 06 Mysłowice, Cestes Warszawa i KS 09 Mysłowice. Po zakończeniu kariery w 1930 roku, był jednym z trenerów Policyjnego Klubu Sportowego Katowice. Stoczył 150 walk, z czego 131 wygrał, 8 zremisował i 11 przegrał. 
Był policjantem. Jako przodownik Policji Województwa Śląskiego znalazł się w czasie kampanii wrześniowej na kresach wschodnich. Aresztowany przez Armię Czerwoną został osadzony w obozie w Ostaszkowie. 11 lub 12 kwietnia 1940 został zamordowany w Kalininie.

## Upamiętnienie
4 października 2007 roku pośmiertnie awansowany na stopień aspiranta Policji Państwowej. 25 stycznia 2012 roku jego imieniem nazwano jedną ulic w Katowicach-Szopienicach (teren dawnej gminy Roździeń).